# Crenimugil crenilabis
Crenimugil crenilabis is een straalvinnige vissensoort uit de familie van harders (Mugilidae). De wetenschappelijke naam van de soort is voor het eerst geldig gepubliceerd in 1775 door Forsskål.